# 巩珍礁
巩珍礁位于南沙群岛北部，鲎藤礁以北4海里，马欢岛以东20海里，是安塘滩西南侧一个珊瑚礁。1983年中国地名委员会公布的标准名称为“巩珍礁”，以纪念明朝航海家巩珍。巩珍在宣德年间曾随郑和下西洋，著有《西洋番国志》。西方文献一般称作“Baker Reef”。